# Przytyk Stary
Przytyk Stary – część miasta Przytyk, dawniej samodzielne miasto, uzyskał lokację miejską w 1333 roku, zdegradowany przed 1507 rokiem.